# Ananteris sabineae
Ananteris sabineae es una especie de escorpión del género Ananteris, familia Buthidae. Fue descrita científicamente por Lourenço en 2001.
Habita en Guayana Francesa.